# Cap Disraeli
Pour les articles homonymes, voir Disraeli.
Le Cap Disraeli est un cap du Nunavut au Canada. 
Le détroit d'Arthur est situé à environ 8 km au sud-ouest du cap Disraeli. 
Il a été découvert par Edward Belcher en 1853,.